# Shizuka Ishigami
Shizuka Ishigami (石上 静香, Ishigami Shizuka, born September 14, 1988) é uma seiyū japonesa. Ela era anteriormente afiliada à 81 Produce, mas agora é afiliada à Pro-Fit. Ela também usa o pseudônimo de Mei Hanazono (花園 め い, Hanazono Mei?) para papéis em jogos visual novels adultos. Ela é mais conhecida por seu papel de voz como Ch’en em Arknights e Ikuno em Darling in the Franxx.

## Carreira
Ela originalmente queria se tornar uma mangaká, mas decidiu se tornar uma atriz de voz depois de tentar um papel de voz em um jogo.

## Filmografia

### Televisão de anime
| Titulo                                                                   | Ano  | Função                                                                          | Notas                        | Fonte  |
| ------------------------------------------------------------------------ | ---- | ------------------------------------------------------------------------------- | ---------------------------- | ------ |
| Bakuman                                                                  | 2010 | Ōta Sekawa                                                                      |                              |        |
| Cardfight!! Vanguard                                                     | 2011 | Mai                                                                             |                              |        |
| Pretty Rhythm Aurora Dream                                               | 2011 | Comitê de Ação B                                                                | Ep. 9                        | [ 2 ]  |
| Noucome                                                                  | 2013 | Menina A Estudante                                                              | Ep.2 Ep.1                    |        |
| Golden Time                                                              | 2013 | Aluna A Cliente 1 Senpai D feminino                                             | Ep. 1 Ep. 12 Ep. 13          |        |
| Nagi-Asu: A Lull in the Sea                                              | 2013 | Akira Shiodome Balconista A                                                     | Ep. 14-17, 19-26 Ep. 8       |        |
| WataMote                                                                 | 2013 | Estudante Feminina Amigo imaginário                                             | Ep. 11 Ep. 12                |        |
| Walkure Romanze                                                          | 2013 | Colegial D                                                                      |                              |        |
| Witch Craft Works                                                        | 2014 | Estudante                                                                       | Ep. 1                        | [ 3 ]  |
| If Her Flag Breaks                                                       | 2014 | Equipe de transmissão B                                                         |                              |        |
| Gugure! Kokkuri-san                                                      | 2014 | Colega de classe                                                                |                              |        |
| The Fruit of Grisaia                                                     | 2014 | Aluna 1                                                                         | Ep. 6                        |        |
| Daimidaler the Sound Robot                                               | 2014 | Kiriko Kyuna                                                                    |                              | [ 4 ]  |
| Is the Order a Rabbit?                                                   | 2014 | Cliente feminino A                                                              |                              |        |
| Recently, My Sister Is Unusual                                           | 2014 | Vendedora                                                                       |                              |        |
| Your Lie in April                                                        | 2014 | Membro da audiência Estudante Feminina Membro do clube de softballNao Kashiwagi | Ep. 2 Ep. 3 Ep. 1            |        |
| Strike the Blood                                                         | 2014 | Sakura Koujama                                                                  |                              |        |
| Bladedance of Elementalers                                               | 2014 | Ellis Fahrengart                                                                |                              |        |
| Selector Infected WIXOSS                                                 | 2014 | Editor Estudante Feminina Momoka                                                | Ep. 3 Ep. 4,10 Ep. 2, 5, 7-8 |        |
| Tribe Cool Crew                                                          | 2014 | Haneru Hiryū                                                                    |                              | [ 5 ]  |
| No-Rin                                                                   | 2014 | Estudante                                                                       | Ep. 1                        |        |
| Nobunaga the Fool                                                        | 2014 | Operador Operador C Soldado D Kitsuno                                           | Ep. 2 Ep. 1 Ep. 15           |        |
| Magimoji Rurumo                                                          | 2014 | Sumiko Inoue                                                                    | Ep. 1                        |        |
| Love Live! 2nd Season                                                    | 2014 | Membro do clube de artes A                                                      | Ep. 7                        |        |
| Shimoneta: A Boring World Where the Concept of Dirty Jokes Doesn’t Exist | 2015 | Ayame Kajō                                                                      |                              | [ 6 ]  |
| Food Wars: Shokugeki no Soma                                             | 2015 | Ikumi Mito                                                                      |                              | [ 7 ]  |
| JoJo's Bizarre Adventure                                                 | 2015 | Menino                                                                          | Ep. 35                       |        |
| Is It Wrong to Try to Pick Up Girls in a Dungeon?                        | 2015 | Syr Flover                                                                      |                              | [ 8 ]  |
| Mikagura School Suite                                                    | 2015 | Haruka Toishi                                                                   | Ep. 5, 8                     |        |
| Symphogear GX                                                            | 2015 | Leiur Darahim                                                                   |                              |        |
| Chivalry of a Failed Knight                                              | 2015 | Stella Vermillion                                                               |                              | [ 9 ]  |
| Arslan Senki: Fūjin Ranbu                                                | 2016 | Comerciante Townswoman                                                          | Ep. 4 Ep. 7                  |        |
| Active Raid                                                              | 2016 | Haruka Hoshimiya                                                                |                              |        |
| Bubuki Buranki                                                           | 2016 | Kinoa Ōgi                                                                       |                              |        |
| Undefeated Bahamut Chronicle                                             | 2016 | Yoruka Kirihime                                                                 |                              |        |
| Kuma Miko: Girl Meets Bear                                               | 2016 | Kaori                                                                           |                              |        |
| Rin-ne                                                                   | 2016 | Renge Shima/Damashigami Renge                                                   |                              |        |
| Hybrid x Heart Magias Academy Ataraxia                                   | 2016 | Scarlett Fairchild                                                              |                              |        |
| Tsukiuta. The Animation                                                  | 2016 | Mizuki Himekawa                                                                 |                              |        |
| D.Gray-Man Hallow                                                        | 2016 | Level 4                                                                         |                              |        |
| Divine Gate                                                              | 2016 | Hervor                                                                          |                              |        |
| Dimension W                                                              | 2016 | Haruna Enamori Marisa Sakaki                                                    |                              |        |
| Rainbow Days                                                             | 2016 | Yukiko Asai Aluna                                                               |                              |        |
| Interviews with Monster Girls                                            | 2017 | Shizuka Kimura Yūko                                                             | Ep. 1                        |        |
| Fuuka                                                                    | 2017 | Mulher casal Cliente mulher                                                     | Ep. 1 Ep. 3-4                |        |
| Marginal#4: Kiss kara Tsukuru Big Bang                                   | 2017 | Apresentador(a)                                                                 |                              |        |
| Mahōjin Guru Guru                                                        | 2017 | Nike                                                                            |                              |        |
| Under Night In-Birth Exe:Late[st]                                        | 2017 | Erika Wagner Miyashiro                                                          | Video Game                   |        |
| Fate/Apocrypha                                                           | 2017 | Celenike Icecolle Yggdmillennia                                                 |                              |        |
| Yuki Yuna is a Hero: A Sparkling Flower                                  | 2017 | Shizuku Yamabushi                                                               | Video Game                   |        |
| Magia Record: Puella Magi Madoka Magica Side Story                       | 2017 | Masara Kagami                                                                   | Video Game                   |        |
| Darling in the Franxx                                                    | 2018 | Ikuno                                                                           |                              |        |
| Tada Never Falls in Love                                                 | 2018 | Hinako Hasegawa                                                                 |                              |        |
| Ulysses: Jeanne d'Arc and the Alchemist Knight                           | 2018 | La Hire                                                                         |                              |        |
| Goblin Slayer                                                            | 2018 | Fighter                                                                         |                              |        |
| That Time I Got Reincarnated as a Slime                                  | 2019 | Ryōta                                                                           |                              |        |
| Why the Hell are You Here, Teacher!?                                     | 2019 | Hikari Hazakura                                                                 |                              |        |
| How Heavy Are the Dumbbells You Lift?                                    | 2019 | Ayaka Uehara                                                                    |                              | [ 10 ] |
| Is It Wrong to Try to Pick Up Girls in a Dungeon? II                     | 2019 | Syr Flover                                                                      |                              |        |
| Vinland Saga                                                             | 2019 | Thorfinn (Criança)                                                              |                              |        |
| High School Prodigies Have It Easy Even In Another World                 | 2019 | Prince Akatsuki                                                                 |                              |        |
| Gleipnir                                                                 | 2020 | Hikawa                                                                          |                              | [ 11 ] |
| The 8th Son? Are You Kidding Me?                                         | 2020 | Wendelin (Criança)                                                              |                              | [ 12 ] |
| Arknights                                                                | 2020 | Ch’en                                                                           | Video Game                   |        |
| Azur Lane                                                                | 2020 | HMS Cheshire                                                                    | Video Game                   | [ 13 ] |

### OVA
| Título              | Ano  | Função      | Notas | Fonte  |
| ------------------- | ---- | ----------- | ----- | ------ |
| Hime Gal ♥ Paradise | 2011 | Aluna A     |       |        |
| Nozo x Kimi         | 2011 | Yūki Makino |       | [ 14 ] |

### Dublagem de papéis

#### Animação
- Paw Patrol (Chase)
- Toy Story 4 (Giggle McDimples)

## Discografia
| Não. | Data de lançamento  | Título                                                                                                 |
| ---- | ------------------- | --- |
| 1    | 23 de julho de 2014 | Shukusai no Elementaria (祝祭のエレメンタリア, Shukusai no Erementaria, lit. Festival of Elementaria)  |
| 1    | 23 de julho de 2014 | Seirei Blade Dance Matsuri (精霊剣舞祭, Seirei Bureidodansu Matsuri, lit. Spirit Blade Dance Festival) |